# Werchnij Naholtschyk
Werchnij Naholtschyk (ukrainisch Верхній Нагольчик; russisch Верхний Нагольчик/Werchni Nagoltschik) ist eine Siedlung städtischen Typs im Süden der ukrainischen Oblast Luhansk mit etwa 1700 Einwohnern.
Der Ort gehört administrativ zur Stadtgemeinde der 4 Kilometer nördlich liegenden Stadt Antrazyt und bildet hier eine eigene Siedlungsratsgemeinde, die Oblasthauptstadt Luhansk befindet sich 55 Kilometer nördlich des Ortes, durch den Ort fließt der Fluss Naholtschyk (Нагольчик).
Werchnij Naholtschyk trug bis 1900 den Namen Ossipenko, dieses Dorf entstand in der zweiten Hälfte des 18. Jahrhunderts und wurde 1938 zur Siedlung städtischen Typs erhoben, seit Sommer 2014 ist der Ort im Verlauf des Ukrainekrieges durch Separatisten der Volksrepublik Lugansk besetzt.